# Hylinae
Hylinae (лат.) — подсемейство лягушек из семейства квакш. Обитают в умеренной зоне Евразии, на Японских островах, крайнем севере Африки, в Северной и Южной Америке и на Карибских островах.

## Классификация
На январь 2023 года в подсемейство включают 43 рода и 745 видов :
- Acris Dumeril & Bibron, 1841 — Сверчковые квакши (3 вида)
- Aplastodiscus Lutz, 1950 — Тонкопалые квакши (16 видов)
- Atlantihyla Faivovich et al., 2018 (3 вида)
- Boana Gray, 1825 (99 видов)
- Bokermannohyla Faivovich et al., 2005 (30 вида)
- Bromeliohyla Faivovich et al., 2005 (3 вида)
- Charadrahyla Faivovich et al., 2005 (10 видов)
- Corythomantis Boulenger, 1896 — Щитоголовые квакши (2 вида)
- Dendropsophus Fitzinger, 1843 (109 видов)
- Dryaderces Jungfer et al., 2013 (2 вида)
- Dryophytes Fitzinger, 1843 — Древесницы[3] (20 видов)
- Duellmanohyla Campbell & Smith, 1992 (10 видов)
- Ecnomiohyla Faivovich et al., 2005 (12 видов)
- Exerodonta Brocchi, 1879 (9 видов)
- Hyla Laurenti, 1768 — Квакши (16 видов)
- Hyloscirtus Peters, 1882 (37 видов)
- Isthmohyla Faivovich et al., 2005 (14 видов)
- Itapotihyla Faivovich et al., 2005 (1 вид)
- Lysapsus Cope, 1862 — Тупорылые псевдисы (4 вида)
- Megastomatohyla Faivovich et al., 2005 (4 вида)
- Myersiohyla Faivovich et al., 2005 (6 видов)
- Nesorohyla Faivovich et al., 2005 (1 вид)

- Nesorohyla kanaima (Goin and Woodley, 1969)

- Nyctimantis Boulenger, 1882 — Дупляные квакши (7 видов)
- Osteocephalus Steindachner, 1862 — Костноголовы (27 видов)
- Osteopilus Fitzinger, 1843 — Вест-индские квакши (8 видов)
- Phyllodytes Wagler, 1830 — Листники ( 15 видов)
- Phytotriades Jowers, Downieb, and Cohen, 2009 (1 вид)
- Plectrohyla Brocchi, 1877 — Каскоголовы (19 видов)
- Pseudacris Fitzinger, 1843 — Болотные квакши (17 видов)
- Pseudis Wagler, 1830 — Псевдисы (7 видов)
- Ptychohyla Taylor, 1944 — Желёзистые квакши (6 видов)
- Quilticohyla Faivovich et al., 2018 (4 вида)
- Rheohyla Duellman, Marion, and Hedges, 2016 (1 вид)
- Sarcohyla Duellman, Marion, and Hedges, 2016 (26 видов)
- Scarthyla Duellman & de Sa, 1988 (2 вида)
- Scinax Wagler, 1830 (129 видов)
- Smilisca Cope, 1865 — Смилиски (9 видов)
- Sphaenorhynchus Tschudi, 1838 — Клиноголовы (15 видов)
- Tepuihyla Ayarzaguena, Senaris & Gorzula, 1993 (9 видов)
- Tlalocohyla Faivovich et al., 2005 (5 видов)
- Trachycephalus Tschudi, 1838 — Панцирноголовы (18 видов)
- Triprion Cope, 1866 — Шлемоносные квакши (3 вида)
- Xenohyla Izecksohn, 1998 (2 вида)